# 3658 Фелдман
3658 Фелдман (3658 Feldman) — астероїд головного поясу, відкритий 13 жовтня 1982 року.
Тіссеранів параметр щодо Юпітера — 3,670.